# Glyceria elata
Glyceria elata là một loài thực vật có hoa trong họ Hòa thảo. Loài này được (Nash) M.E.Jones mô tả khoa học đầu tiên năm 1910.

## Hình ảnh

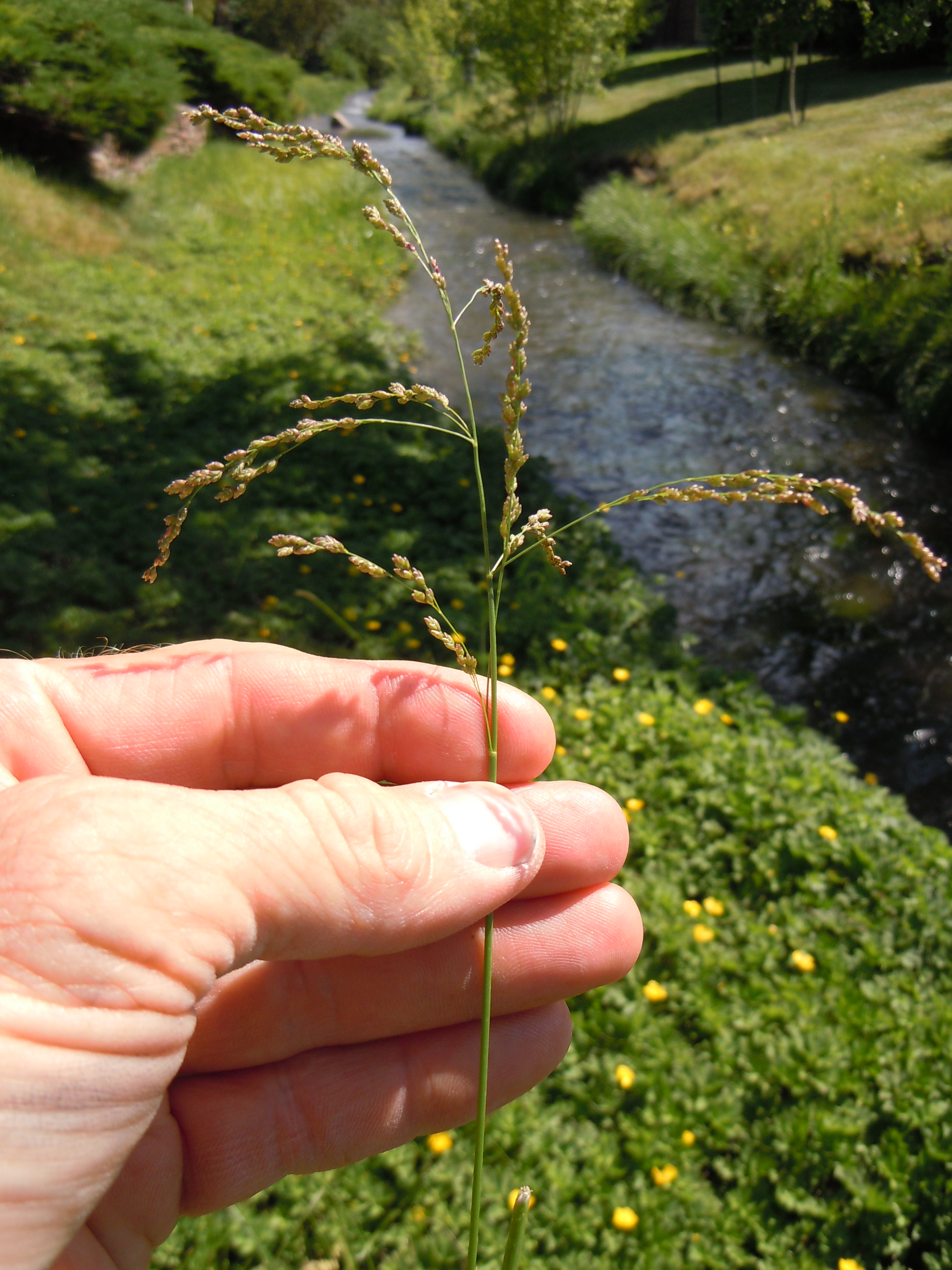
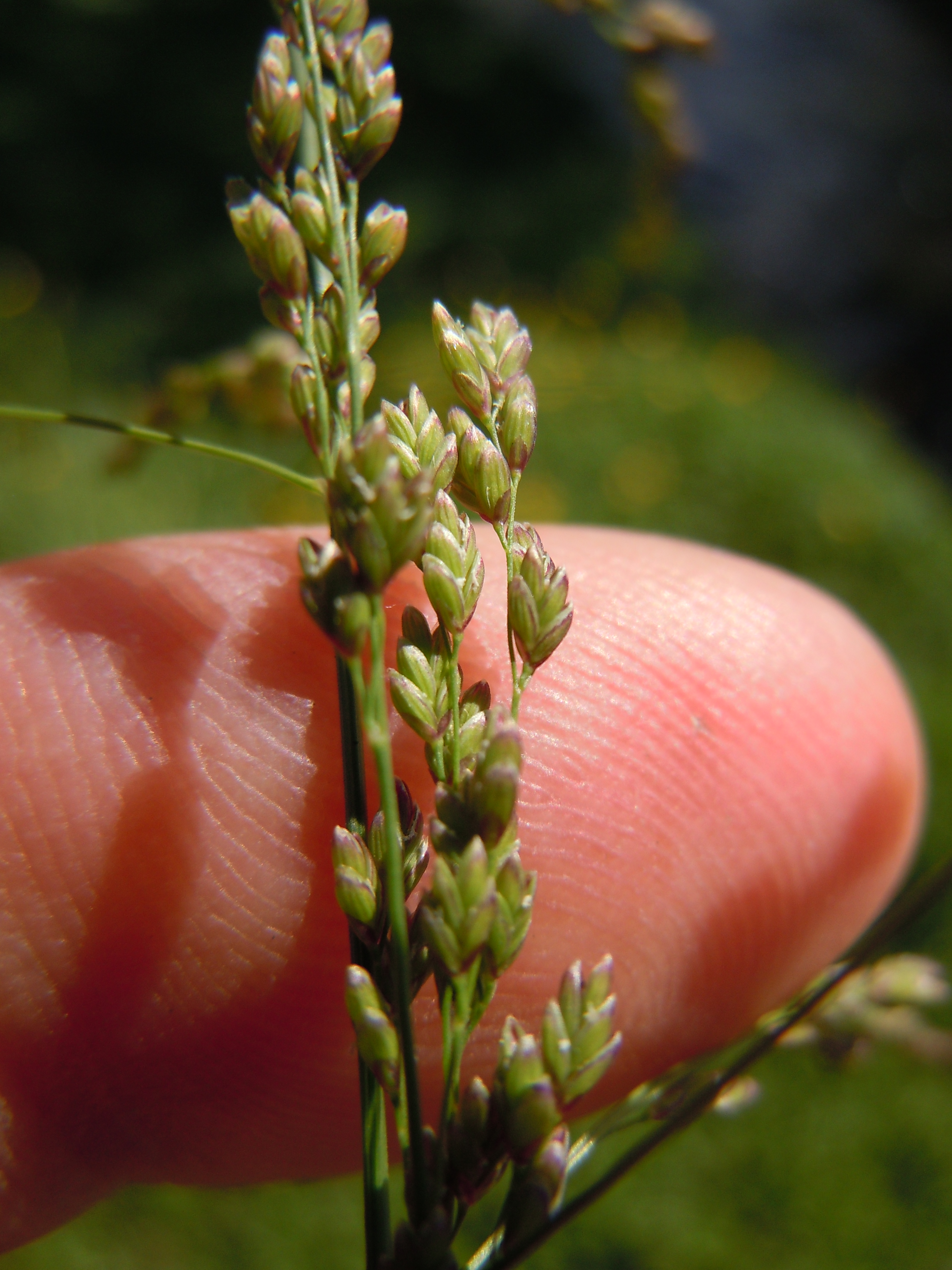
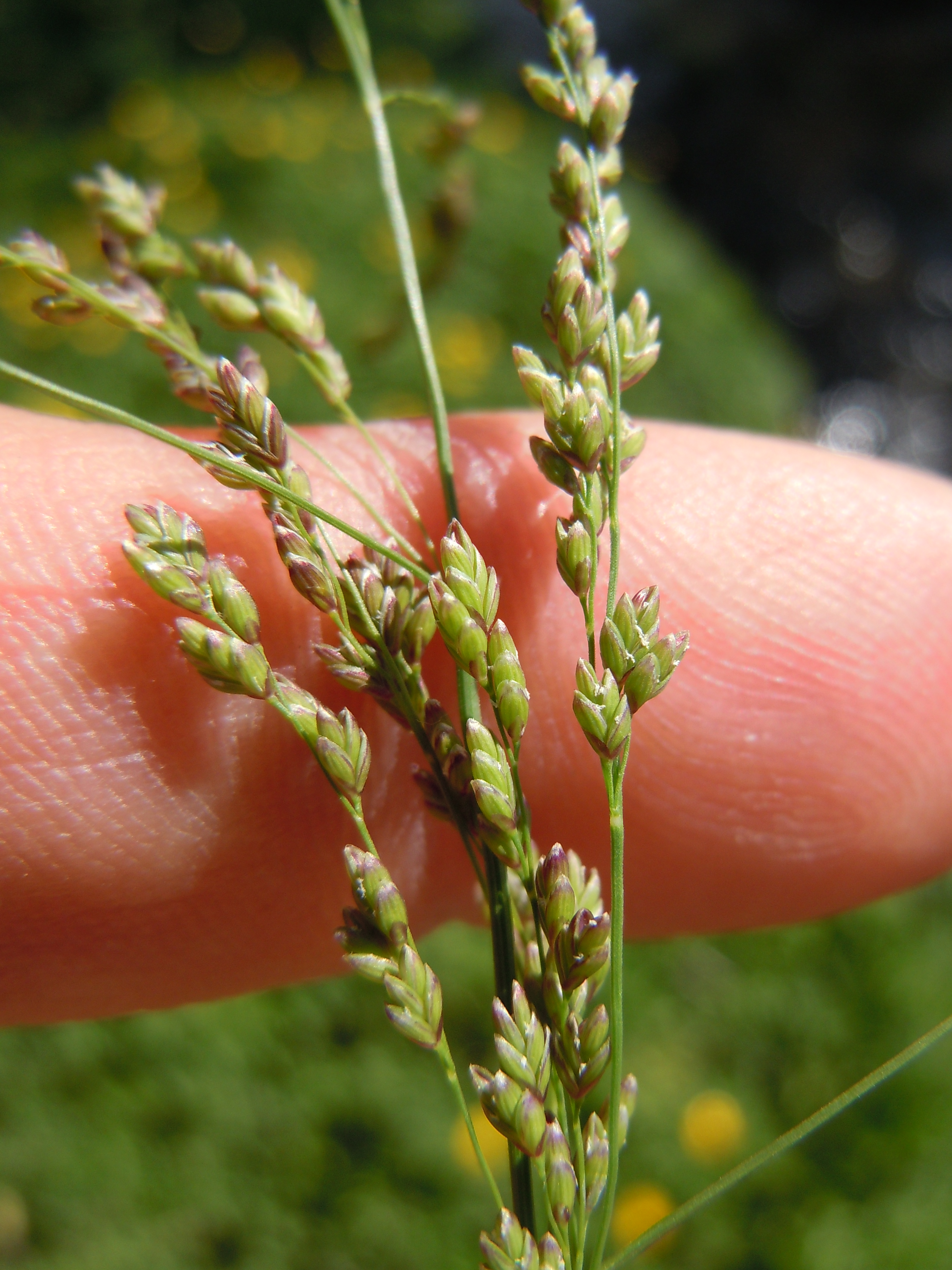
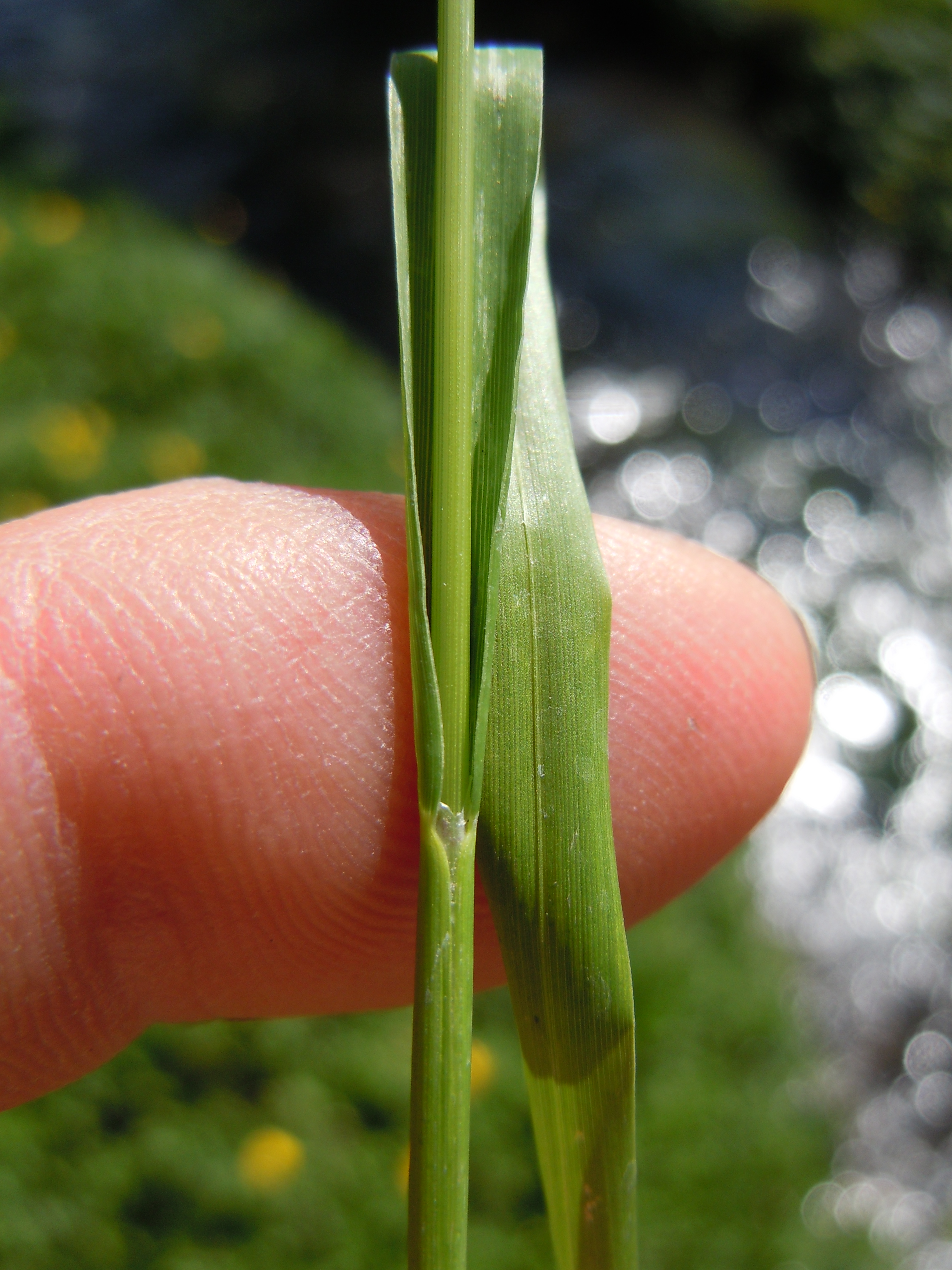